# StarTrash
StarTrash, trascritto anche come Startrash o Star Trash, è un videogioco a piattaforme tridimensionale pubblicato inizialmente nel 1988 per Atari ST dal produttore tedesco TommySoftware e in seguito anche in conversioni per Commodore 64 (1989) e Amiga (1990) dalla Rainbow Arts. Si controlla una palla rimbalzante in un ambiente surreale, in parte simile a quello di Marble Madness.

## Trama
Alcuni importanti documenti sono stati dispersi per errore sul pianeta discarica StarTrash VII, dove sorgono immense strutture di rifiuti che nel tempo si sono popolate di creature mutanti. Per recuperarli viene inviata una Neuropalla (Neuroflummi in tedesco) a controllo remoto.

## Modalità di gioco
Il gioco è costituito da 8 livelli e ognuno si svolge sulla superficie esterna di una diversa torre formata da un labirinto di gradoni colorati. La visuale è isometrica con scorrimento verticale in entrambi i sensi.
La palla saltella continuamente sulle piattaforme e il giocatore può farla andare nelle otto direzioni del joystick, raddoppiando l'ampiezza dei salti se preme il pulsante. Tramite un tasto si può cambiare in tempo reale l'orientamento del sistema di controllo fra tre possibilità: spingere il joystick in su può corrispondere, rispetto allo schermo, ad andare in alto, in alto a destra, o in alto a sinistra. Questo perché i lati delle piattaforme sono inclinati in diagonale rispetto allo schermo; nei giochi isometrici di questo tipo di solito non c'è questa opzione e viene imposta una delle tre orientazioni.
Saltellando, la palla può superare piccoli dislivelli in salita, e con l'ampiezza doppia può anche scavalcare piccole interruzioni. Si può cadere senza danni da una piattaforma a una sottostante, mentre cadere fuori dalla torre causa una penalità di 50 punti e la palla torna al punto in cui era prima di cadere.
Le torri sono popolate da esseri assurdi come cavallucci marini o aspirapolvere animati, la maggior parte dei quali fa perdere una vita alla palla in caso di contatto. Altri esseri come i pesci possono essere eliminati dalla palla saltandogli sopra. Ci sono inoltre dei teletrasporti (indicati da cartelli o, su Commodore 64, da cubi trasparenti) tra diversi punti della torre, che spesso sarebbero altrimenti inaccessibili.
Per completare un livello, oltre a un mazzetto di documenti, si deve trovare e raccogliere una chiave e quindi raggiungere l'uscita che è una piccola piramide. Il punteggio è mostrato a lato dello schermo come una scritta saltellante con lo stesso ritmo della palla.